# Euphrosine tripartita
Euphrosine tripartita är en ringmaskart som beskrevs av Hoagland 1920. Euphrosine tripartita ingår i släktet Euphrosine och familjen Euphrosinidae. Inga underarter finns listade i Catalogue of Life.